# Ludmiła Prokaszowa
Ludmiła Wiaczesławowna Prokaszowa (ros. Людмила Вячеславовна Прокашёва; ur. 23 stycznia 1969 w Pawłodarze) – kazachska łyżwiarka szybka reprezentująca też ZSRR, brązowa medalistka olimpijska i dwukrotna medalistka mistrzostw świata.

## Kariera
Największy sukces w karierze Ludmiła Prokaszowa osiągnęła w 1995 roku, kiedy zdobyła srebrny medal podczas wielobojowych mistrzostw świata w Savalen. W zawodach tych wyprzedziła ją jedynie Niemka Gunda Niemann, a trzecie miejsce zajęła Annamarie Thomas z Holandii. Na rozgrywanych rok później dystansowych mistrzostwach świata w Hamar zajęła trzecie miejsce w biegu na 3000 m, przegrywając tylko z Gundą Niemann i jej rodaczką Claudią Pechstein. Ostatni medal zdobyła podczas igrzysk olimpijskich w Nagano, zajmując trzecie miejsce na dystansie 5000 m. Uległa tam tylko Pechstein i Gundzie Niemann-Stirnemann. W tym samym roku była czwarta w biegach na 3000 i 5000 m podczas dystansowych mistrzostw świata w Calgary. Brała również udział w igrzyskach w Albertville w 1992 roku, rozgrywanych dwa lata później igrzyskach w Lillehammer oraz igrzyskach olimpijskich w Salt Lake City w 2002 roku. Najlepszy wynik osiągnęła w 1994 roku, zajmując czwarte miejsce w biegu na 3000 m, przegrywając  walkę o medal z Pechstein. Czwarte miejsce zajęła również na wielobojowych mistrzostwach świata w Heerenveen w 1992 roku, gdzie walkę o podium wygrała Seiko Hashimoto z Japonii. Wielokrotnie stawała na podium zawodów Pucharu Świata, jednak nie odniosła zwycięstwa. Najlepsze wyniki osiągnęła w sezonach 1993/1994 i 1994/1995, zajmując czwarte miejsce odpowiednio w klasyfikacji 3000 m/5000 m i 1500 m.